# آزالیا
آزالیا ، آزاله (نام علمی: Azalea) درختچه‌های گل‌داری هستند که دو زیرسرده از هشت زیرسردهٔ خرزهره هندی را تشکیل می‌دهند. این دو زیرسرده پنتانترا (به انگلیسی: Pentanthera) و تسوتسوجی (به انگلیسی: Tsutsuj) نامیده می‌شوند. فصل شکوفایی گل آزالیا در بهار است و این گل به مدت چند هفته شکوفاست. به سایه مقاوم است و ترجیح داده می‌شود که در زیر یا در کنار درختان کاشته شود.
درختچه ای است گلدانی با گل‌های بسیار متنوع و رنگارنگ که فرم‌ها و گونه‌های مختلفی از آن به ایران وارد و غالباً در فصل بهار در گل فروشی‌ها عرضه می‌گردد. گاهی گونه‌های مختلف آن با گونه‌های جنس Rhododendron خرزه هندی هم نام می‌باشد. یکی از گونه‌های بسیار متنوع آن که احتمالاً در ایران کاشته و پرورش داده می‌شود Azalea simsii می‌باشد.

## روش نگهداری

### دما
گیاه به جای خنک نیاز دارد، ۱۰ تا ۱۲ درجهٔ سانتی گراد دمای مناسبی برای آزاله است.

### نور
آزاله نور فراوان نیاز دارد، اما دور از تابش مستقیم خورشید نگهداری شود.

### آب
در همهٔ اوقات باید خاک گلدان خیس باشد. از دادن آب دارای املاح به مقدار زیاد جداً خودداری شود.

### رطوبت هوا
هنگامی که آزاله گل می‌دهد، باید به آن هر روز آب پاشیده شود.

### مراقبت بعد از گل دهی
گلدان را باید به یک اتاق خنک ولی دور از خطر یخ زدگی برد و آن را مرتّباً آب داد. با رفع خطر یخبندان، گلدان را باید در جای سایه دار باغچه گذاشت و تا اوایل پاییز به آن آب و کود داد و آب پاشید. وقتی گل‌ها شروع به باز شدن کردند، باید آن را به اتاق خنک منتقل کرد.

## مشکلات خاص

### برگ‌های پژمرده
مهم‌ترین دلیل خشک شدن و پژمرده شدن برگ‌ها می‌تواند آبیاری ناکافی باشد. طی هفته چندین بار باید گیاه و خاک آن کاملاً سیراب شوند.
دلایل جزئی دیگر عبارت اند از: ناکافی بودن رطوبت هوا (که در این حالت، گلدان را باید با پیت مرطوب پوشاند)، بالا بودن دمای محیط، یا قرار گرفتن در معرض نور خورشید.

### دورهٔ کوتاه گل دهی
هوای گرم و خشک معمولاً دلیل بروز این مشکل است. آزاله را باید دور از منابع حرارتی گذاشت و هر روز به برگ‌های آن آب پاشید. تابش زیاد نور زیاد خورشید و کم بودن مقدار آب آبیاری، ممکن است عمر گل‌ها را کوتاه کند.

### زرد شدن برگ‌ها
وجود آهک در خاک گلدان و قلیایی بودن آب، دلیل بروز این مشکل است. بهتر است از آب سالم و کمپوست مناسب استفاده شود.

## نگارخانه

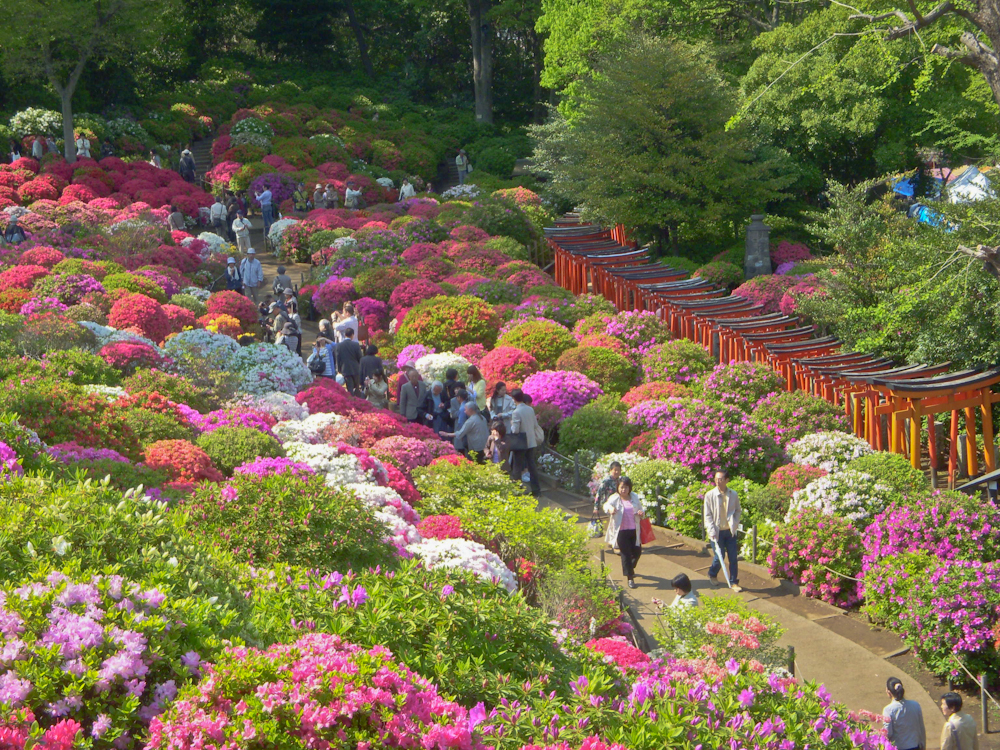
فستیوال آزالیا در معبد نزو در توکیو
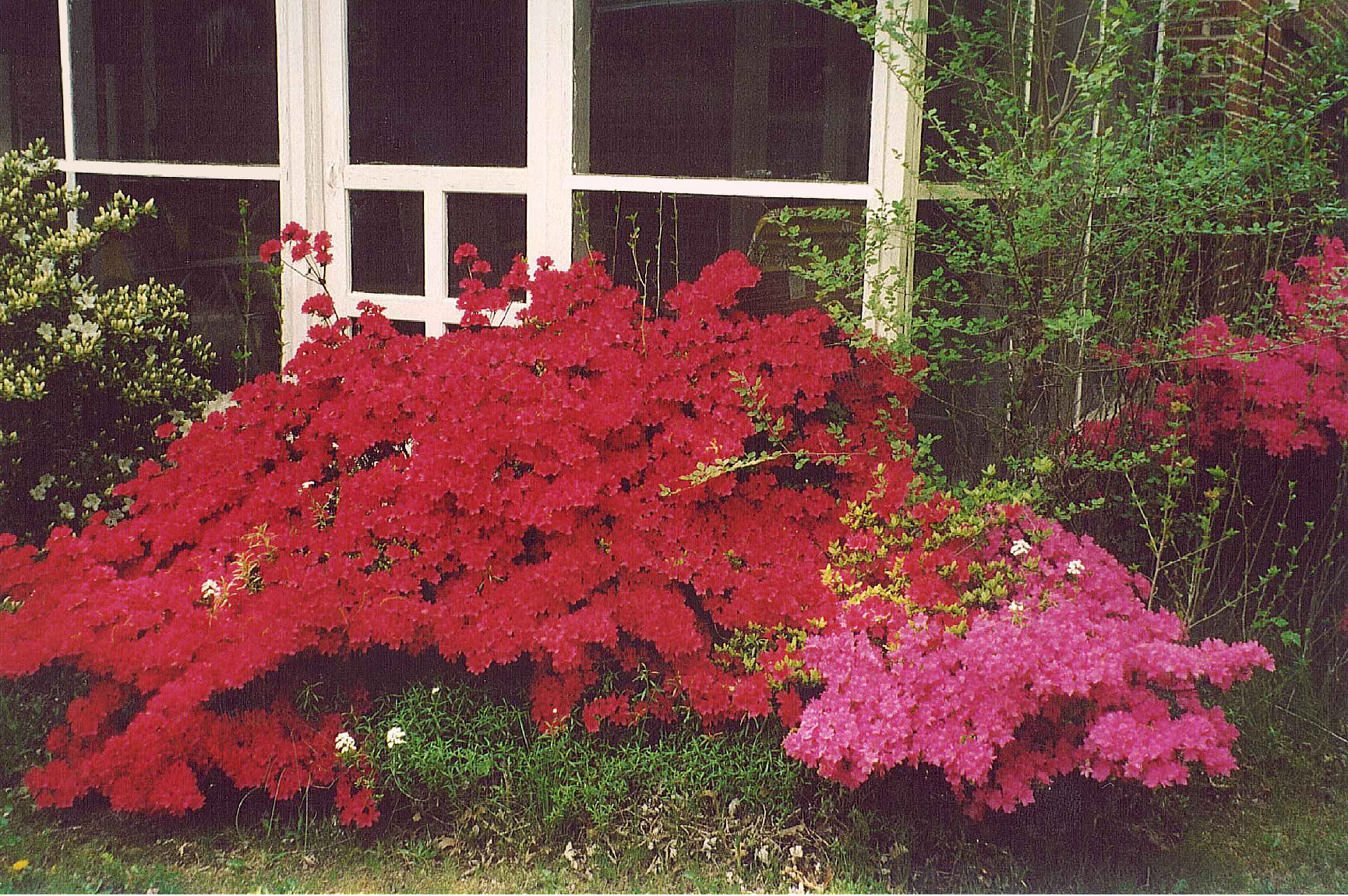
آزالیای ۵۰ ساله